# Dezső Novák
Dezső Novák, född 3 februari 1939 i Ják i Vas, död 26 februari 2014 i Budapest, var en ungersk professionell fotbollsspelare, landslagsman och tränare. Novák spelade på seniornivå i Ungern från 1955-1972. Från 1962 spelade han för Budapestklubben Ferencváros TC, samma klubb som han 1973 inledde sin tränarkarriär i. Under 1960-talet spelade han i det framgångsrika ungerska fotbollslandslaget och erövrade fyra medaljer; guldmedaljer i de olympiska spelen i Tokyo 1964 och i Mexico City 1968 och brons i de olympiska spelen i Rom 1960 samt i Europamästerskapet 1964. Trots att han spelade som försvarare delade han segern i skytteligan i EM 1964 på två mål, tillsammans med landsmannen Ferenc Bene och spanjoren Jesus Maria Pereda.